# Shell and Pennzoil Grand Prix of Houston 2014
Der Shell and Pennzoil Grand Prix of Houston 2014 fand am 28. und 29. Juni auf dem M.D. Anderson Cancer Center Speedway in Houston, Texas, Vereinigte Staaten statt und war das neunte und zehnte Rennen der IndyCar Series 2014.

## Berichte

### Hintergrund
Nach dem Firestone 600 führte Will Power in der Fahrerwertung mit 39 Punkten auf Hélio Castroneves und mit 60 Punkten auf Ryan Hunter-Reay.
Der Shell and Pennzoil Grand Prix of Houston war die zweite von drei Veranstaltungen, bei der zwei Rennen ausgetragen wurden.
Die Primary-Reifenmischung von Firestone war mit der bei den Rennen in St. Petersburg, Long Beach und Detroit identisch. Die Alternate-Reifenmischung war bei allen Straßenkursrennen identisch.
Es gab zwei Veränderungen im Starterfeld. Bei Ed Carpenter Racing gab es einen geplanten Fahrerwechsel. Mike Conway, der alle Straßenkursrennen bestritt, löste Ed Carpenter, der nur die Ovalrennen fuhr, ab. Rahal Letterman Lanigan Racing setzte für Luca Filippi ein zweites Fahrzeug ein. Filippi wurde für zwei Veranstaltungen unter Vertrag genommen.
Mit Sébastien Bourdais (zweimal), Scott Dixon und Power (jeweils einmal) traten drei ehemalige Sieger zu diesem Rennen an.

### Training
Im ersten Training, das über 45 Minuten ging, erzielte Power die Bestzeit vor Simon Pagenaud und Bourdais. Graham Rahal verbremste sich vor der achten Kurve und fuhr Scott Dixon ins Heck. Der Zwischenfall löste keine Unterbrechung aus. Die einzige Unterbrechung des Trainings war aufgrund sich auflösenden Streckenbelags vonnöten. Im zweiten Training, das ebenfalls 45 Minuten dauerte, ging Pagenaud in Führung. Ryan Briscoe wurde Zweiter, Filippi Dritter. Das Training wurde dreimal unterbrochen. Zunächst drehte sich Mikhail Aleshin in der vierten Kurve. Anschließend würgte Tony Kanaan seinen Motor nach einem Fahrfehler auf der Start-Ziel-Geraden ab. Die dritte Unterbrechung löste Jack Hawksworth aus, der in der Schikane auf der Start-Ziel-Geraden von der Strecke abkam und in die Mauer prallte.

### 1. Qualifying
Der erste Abschnitt des ersten Zeittrainings wurde nach dem üblichen Qualifying-System für Straßenkurse in zwei Gruppen ausgetragen. Die sechs schnellsten Piloten jeder Gruppe kamen ins zweite Segment. Die restlichen Startpositionen wurden aus dem Ergebnis des ersten Qualifyingabschnitts bestimmt, wobei den Fahrern der ersten Gruppe die ungeraden Positionen ab 13, und den Fahrern der zweiten Gruppe die geraden Positionen ab 14 zugewiesen wurden. In der ersten Gruppe fuhr Pagenaud die schnellste Runde, in der zweiten Gruppe war Takuma Satō der schnellste Pilot. Der Meisterschaftsführende Power schied in der zweiten Gruppe aus und erreichte den 18. Startplatz. Er hatte Schwierigkeiten mit der Fahrzeugabstimmung.
Im zweiten Segment der Qualifikation qualifizierten sich die sechs schnellsten Fahrer für den finalen Abschnitt. Satō erzielte die schnellste Rundenzeit. Neben ihm schafften es James Hinchcliffe, Castroneves, Dixon, Filippi und Pagenaud in den dritten Teil des Qualifyings, die sogenannten Firestone Fast Six.
Pagenaud fuhr schließlich die schnellste Zeit und erzielte die Pole-Position vor Castroneves und Dixon. Es war Pagenauds erste IndyCar-Pole in seinem 60. Rennen.

### 1. Rennen
Wegen eines starken Regenschauers vor dem Rennen wurde das Rennen nicht über die geplante Renndistanz von 90 Runden, sondern nach einem Zeitlimit von 110 Minuten ausgetragen. Das erste Rennen wurde stehend gestartet. Die Strecke war noch nass, trocknete jedoch ab. Pagenaud behielt die Führung beim Start vor Castroneves und Hinchcliffe. Satō machte beim Start zwei Positionen gut und verbesserte sich auf den vierten Platz. Während Castroneves und Hinchcliffe um den zweiten Platz kämpften, nutzte Satō einen Fehler der beiden aus, und fuhr auf Platz zwei vor. In der fünften Runde übernahm er schließlich die Führung von Pagenaud, den er in der sechsten Kurve überholte. In der Anfangsphase gab es eine Kollision zwischen Marco Andretti und seinem Teamkollegen Carlos Muñoz, bei der Andretti, der vom 16. Platz ins Rennen gegangen war, weitere Positionen verlor. Andretti lag schließlich auf der Strecke vor Satō und ließ sich nicht überrunden, um in der Führungsrunde zu bleiben. Andretti sowie sein Rennstall Andretti Autosport wurden nach dem Rennen mit einer Geldstrafe in Höhe von je 2.500 US-Dollar belegt, da Andretti die blauen Flaggen missachtet hatte. Andretti erhielt zudem eine Bewährungsstrafe für die nächsten drei Rennen.
Satō führte das Rennen im ersten Renndrittel an, während die Strecke abtrocknete. In der 27. Runde ging er an die Box, um auf Trockenreifen zu wechseln. Während der Stopps führten Hinchcliffe und Justin Wilson das Rennen für je eine Runde an. Nachdem alle Fahrer auf Slicks fuhren, lag Hinchcliffe erneut in Führung, da Satōs Stopp etwas länger gedauert hatte. Bevor Satō eine Überholmöglichkeit erhielt, wurde das Rennen mit der gelben Flagge neutralisiert, da Conway in der dritten Kurve in den Reifenstapel gefahren war. Conways Fahrzeug war nicht so stark beschädigt, sodass er weiterfahren konnte. Kurz bevor Conway die Gelbphase auslöste, drehte er Aleshin um, der dadurch eine Runde verlor.
Beim Restart behielt Hinchcliffe die Führung. Aleshin, der hinter Satō lag, aber eine Runde Rückstand hatte, versuchte sich in der sechsten Kurve außen zurückzurunden. Satō übersah Aleshin jedoch und kollidierte mit ihm. Beide Fahrer schieden aus und es kam zu einer weiteren Gelbphase. Satō erlitt eine leichte Handverletzung bei dem Unfall. Beim Restart löste Filippi mit einem Unfall die nächste Gelbphase aus. Er verlor bereits in der letzten Kurve die Kontrolle über sein Fahrzeug, traf die rechte Mauer und schlug dann links in die Boxenmauer ein.
Beim Restart blieb Hinchcliffe in Führung. Etwa sechs Runden später kollidierte Dixon mit seinem Teamkollegen Charlie Kimball in der neunten Kurve. Auch Pagenaud war in die Kollision, die eine Gelbphase auslöste, involviert. Dixon schied direkt aus. Kimball fuhr noch etwas weiter und gab einige Runden später auf. Pagenaud verlor mehrere Runden, erreichte jedoch noch das Ziel. In der Gelbphase gab Josef Newgarden mit einem technischen Defekt auf.
Hinchcliffe verteidigte die Führung beim Restart ein weiteres Mal. Jedoch verunfallte Power sechs Runden später in der neunten Kurve und löste eine weitere Gelbphase aus. Power nahm das Rennen mit einer Runde Rückstand wieder auf. In dieser Rennphase gab Conway mit einem technischen Defekt auf. Hinchcliffe ging in der 60. Runde zu seinem letzten Stopp an die Box. Dale Coyne Racing entschied sich, beide Fahrer – Wilson und Carlos Huertas – auf der Strecke zu lassen. Wilson, der zuletzt in der 28. Runde an der Box war, übernahm die Führung vor Huertas. Nach dem Restart setzten sich beide Dale-Coyne-Fahrzeuge zunächst ab. Um den dritten Platz kämpften Juan Pablo Montoya, Kanaan und Rahal.
In der 74. Runde ging Wilson an die Box, um nachzutanken. Huertas übernahm die Führung vor Montoya, dessen Push-To-Pass-Versuche schon verbraucht waren. In der 78. Runde wurde das Rennen erneut neutralisiert, da Sebastian Saavedra in der fünften Kurve von Briscoe umgedreht worden war. Briscoe erhielt für das Vergehen eine Zeitstrafe. Das Rennen näherte sich dem Zeitlimit, eine finale Freigabe war jedoch geplant. Allerdings drehte Rahal auf Platz vier, den dritten Kanaan in der neunten Kurve um, sodass der Restart abgebrochen wurde. Rahal wurde mit einer 30-Sekunden-Zeitstrafe belegt.
Das Rennen ging unter Gelb nach 80 Runden zu Ende. Huertas gewann vor seinen kolumbianischen Landsleuten Montoya und Muñoz. Es war Huertas erster IndyCar-Sieg sowie seine dritte und letzte Top-10-Platzierung der Saison. Huertas war vom 19. Startplatz ins Rennen gegangen und hatte die letzten 39 Runden mit einer Tankfüllung und einem Reifensatz absolviert. Huertas und Muñoz waren beide sieben Jahre alt, als Montoya sein erstes IndyCar-Rennen 1999 gewonnen hatte. Beide Fahrer gaben an, dass Montoya einen Einfluss auf ihre frühe Rennkarriere hatte. Bourdais wurde Vierter, Hinchcliffe Fünfter. Hawksworth, Hunter-Reay, Andretti, Castroneves und Wilson komplettierten die Top 10.

### 2. Qualifying
Das zweite Qualifying wurde in zwei Gruppen ausgetragen. Jede Gruppe hatte jeweils zwölf Minuten Zeit. Der jeweils Erstplatzierte einer Gruppe erhielt einen Bonuspunkt für eine Pole-Position. Der erste Startplatz ging an den Schnelleren der beiden.
In der ersten Gruppe war Aleshin der Schnellste vor Rahal und Wilson. Newgarden wurden die zwei schnellsten Rundenzeiten gestrichen, da er Montoya behindert hatte. In der zweiten Gruppe fuhr Castroneves die schnellste Runde des Wochenendes vor Pagenaud und Bourdais.
Da Castroneves der Gesamtschnellste war, erhielt er den ersten Startplatz und alle Fahrer der zweiten Gruppe wurden anhand der Qualifyingreihenfolge auf den ungeraden Startplätzen einsortiert. Die Fahrer der ersten Gruppe erhielten die geraden Startplätze. Es war Castroneves 40. IndyCar-Pole-Position. Damit zog er in der ewigen Bestenliste mit Rick Mears auf die vierte Position gleich.

### 2. Rennen
In der Anfangsphase fuhren Castroneves und Pagenaud dem Feld davon. Vortagessieger Huertas schied bereits in der dritten Runde mit einem technischen Defekt aus. Power machte innerhalb der ersten zwanzig Runden zehn Positionen gut. Boxenstoppbedingt übernahm Pagenaud in der 31. Runde einmalig die Führung. Nach den Boxenstopps lag Power auf der dritten Position. Castroneves verteidigte sich teilweise hart gegen Pagenaud und erhielt dafür eine Verwarnung. Aleshin lief zur Mitte des Rennens auf Rahal, der langsam wurde, auf und beschädigte sich dabei das Fahrzeug, fuhr jedoch weiter.
In der 41. Runde hatte Muñoz einen Unfall auf der Start-Ziel-Geraden und löste eine Gelbphase aus. Muñoz schied aus. Nach dem Restart ging Bourdais an Power vorbei auf die dritte Position. Pagenaud ging an Castroneves vorbei. In der sechsten Kurve versuchte Castroneves die Führung zu übernahmen. Beim Ansetzen zum Überholen übersah er Bourdais und kollidierte mit ihm. Dadurch wurde eine Gelbphase ausgelöst und Castroneves schied aus. Bourdais fuhr weiter, sein Frontflügel war jedoch beschädigt.
Beim Restart setzte sich Pagenaud an der Spitze ab. Montoya ging an Power und Bourdais, die beide Positionen verloren, vorbei auf die zweite Position. In der 63. Runde blieb Newgarden mit einem technischen Defekt auf der Strecke stehen. Die Fahrer, die noch nicht an der Box waren, gingen an die Box. Es gab eine Gelbphase zur Bergung des Fahrzeugs. Pagenaud lag nun vor Aleshin, Wilson, Hawksworth und Power. Montoya verlor einige Positionen beim Boxenstopp, die Fahrer zwischen Pagenaud und Power profitierten von einer anderen Boxenstrategie.
Beim Restart ging Hawksworth an Wilson vorbei. Wilson wurde wenig später von Andretti in den Reifenstapel geschoben, sodass es eine weitere Gelbphase gab. Wilson fuhr weiter. Beim folgenden Restart ging Montoya an Andretti und Power an Hawksworth vorbei. Hawksworth und Montoya duellierten sich anschließend für mehrere Runden bis Satō in der achten Kurve nach einem Unfall ausschied und eine weitere Gelbphase auslöste.
Nach dem Restart blieben Pagenaud und Aleshin erneut in Führung. Aleshin behielt seine zweite Position trotz eines schleichenden Plattfußes. Power verlor in den letzten zwei Runden einige Positionen wegen eines Aufhängungsschadens und kam schließlich als Elfter ins Ziel. Filippi verunfallte in den letzten Runden, es gab jedoch keine weitere Gelbphase. Hawksworth lieferte sich zunächst ein Duell mit Montoya und Kimball, bis Montoya schließlich ein paar Positionen verlor.
Pagenaud gewann schließlich vor seinem Teamkollegen Aleshin und Hawksworth. Es war für Aleshin und Hawksworth die erste Podest-Platzierung. Kimball wurde Vierter, Bourdais Fünfter. Hunter-Reay, Montoya, Briscoe, Andretti und Kanaan komplettierten die Top 10.
In der Fahrerwertung blieben die ersten drei Positionen unverändert.

## Meldeliste
Alle Teams und Fahrer verwendeten das Chassis Dallara DW12 mit einem Aero-Kit von Dallara und Reifen von Firestone.
| Team                                  | Nr. | Fahrer             | Motor     |
| ------------------------------------- | --- | ------------------ | --------- |
| Penske Motorsports                    | 02  | Juan Pablo Montoya | Chevrolet |
| Team Penske                           | 03  | Hélio Castroneves  | Chevrolet |
| Team Penske                           | 12  | Will Power         | Chevrolet |
| Schmidt Peterson Motorsports          | 07  | Mikhail Aleshin    | Honda     |
| NTT Data Chip Ganassi Racing          | 08  | Ryan Briscoe       | Chevrolet |
| Target Chip Ganassi Racing            | 09  | Scott Dixon        | Chevrolet |
| Target Chip Ganassi Racing            | 10  | Tony Kanaan        | Chevrolet |
| KVSH Racing                           | 11  | Sébastien Bourdais | Chevrolet |
| A. J. Foyt Enterprises                | 14  | Takuma Satō        | Honda     |
| Rahal Letterman Lanigan Racing        | 15  | Graham Rahal       | Honda     |
| Rahal Letterman Lanigan Racing        | 16  | Luca Filippi       | Honda     |
| KV AFS Racing                         | 17  | Sebastian Saavedra | Chevrolet |
| Dale Coyne Racing                     | 18  | Carlos Huertas     | Honda     |
| Dale Coyne Racing                     | 19  | Justin Wilson      | Honda     |
| Ed Carpenter Racing                   | 20  | Mike Conway        | Chevrolet |
| Andretti Autosport                    | 25  | Marco Andretti     | Honda     |
| Andretti Autosport                    | 27  | James Hinchcliffe  | Honda     |
| Andretti Autosport                    | 28  | Ryan Hunter-Reay   | Honda     |
| Andretti – HVM                        | 34  | Carlos Muñoz       | Honda     |
| Sarah Fisher Hartman Racing           | 67  | Josef Newgarden    | Honda     |
| Schmidt Peterson Hamilton Motorsports | 77  | Simon Pagenaud     | Honda     |
| Chip Ganassi Racing Teams             | 83  | Charlie Kimball    | Chevrolet |
| BHA/BBM with Curb Agajanian           | 98  | Jack Hawksworth    | Honda     |

Quelle: 

## Klassifikationen

### 1. Qualifying
| Pos. | Fahrer             | Team                                  | Fahrzeug          | Gruppe 1  | Gruppe 2  | Top 12    | FF6       | Start |
| ---- | ------------------ | ------------------------------------- | ----------------- | --------- | --------- | --------- | --------- | ----- |
| 01   | Simon Pagenaud     | Schmidt Peterson Hamilton Motorsports | Dallara-Honda     | 0:59,8408 | —         | 0:59,4010 | 0:59,3716 | 01    |
| 02   | Hélio Castroneves  | Team Penske                           | Dallara-Chevrolet | 0:59,8644 | —         | 0:59,2970 | 0:59,4463 | 02    |
| 03   | Scott Dixon        | Target Chip Ganassi Racing            | Dallara-Chevrolet | 1:00,0849 | —         | 0:59,3276 | 0:59,5034 | 03    |
| 04   | Luca Filippi       | Rahal Letterman Lanigan Racing        | Dallara-Honda     | —         | 0:59,6560 | 0:59,3399 | 0:59,5523 | 04    |
| 05   | James Hinchcliffe  | Andretti Autosport                    | Dallara-Honda     | 0:59,9397 | —         | 0:59,2951 | 0:59,6528 | 05    |
| 06   | Takuma Satō        | A. J. Foyt Enterprises                | Dallara-Honda     | —         | 0:59,6408 | 0:59,2248 | 1:00,4037 | 06    |
| 07   | Justin Wilson      | Dale Coyne Racing                     | Dallara-Honda     | —         | 1:00,1406 | 0:59,4245 | —         | 07    |
| 08   | Ryan Hunter-Reay   | Andretti Autosport                    | Dallara-Honda     | 1:00,0066 | —         | 0:59,5107 | —         | 08    |
| 09   | Sébastien Bourdais | KVSH Racing                           | Dallara-Chevrolet | 1:00,0572 | —         | 0:59,6126 | —         | 09    |
| 10   | Mikhail Aleshin    | Schmidt Peterson Motorsports          | Dallara-Honda     | —         | 1:00,1713 | 0:59,7003 | —         | 10    |
| 11   | Juan Pablo Montoya | Penske Motorsports                    | Dallara-Chevrolet | —         | 1:00,1241 | 0:59,9649 | —         | 11    |
| 12   | Josef Newgarden    | Sarah Fisher Hartman Racing           | Dallara-Honda     | —         | 0:59,7711 | 1:00,0312 | —         | 12    |
| 13   | Charlie Kimball    | Chip Ganassi Racing Teams             | Dallara-Honda     | 1:00,1291 | —         | —         | —         | 13    |
| 14   | Graham Rahal       | Rahal Letterman Lanigan Racing        | Dallara-Honda     | —         | 1:00,2491 | —         | —         | 14    |
| 15   | Ryan Briscoe       | NTT Data Chip Ganassi Racing          | Dallara-Chevrolet | 1:00,2124 | —         | —         | —         | 15    |
| 16   | Marco Andretti     | Andretti Autosport                    | Dallara-Honda     | —         | 1:00,3295 | —         | —         | 16    |
| 17   | Mike Conway        | Ed Carpenter Racing                   | Dallara-Chevrolet | 1:00,2358 | —         | —         | —         | 17    |
| 18   | Will Power         | Team Penske                           | Dallara-Chevrolet | —         | 1:00,3670 | —         | —         | 18    |
| 19   | Carlos Huertas     | Dale Coyne Racing                     | Dallara-Honda     | 1:00,3106 | —         | —         | —         | 19    |
| 20   | Sebastian Saavedra | KV AFS Racing                         | Dallara-Chevrolet | —         | 1:00,4224 | —         | —         | 20    |
| 21   | Jack Hawksworth    | BHA/BBM with Curb Agajanian           | Dallara-Honda     | 1:00,4203 | —         | —         | —         | 21    |
| 22   | Tony Kanaan        | Target Chip Ganassi Racing            | Dallara-Chevrolet | —         | 1:00,6919 | —         | —         | 22    |
| 23   | Carlos Muñoz       | Andretti – HVM                        | Dallara-Honda     | 1:00,4734 | —         | —         | —         | 23    |

Quellen: 

### 1. Rennen
| Pos. | Fahrer             | Team                                  | Fahrzeug          | Runden | Zeit         | Start | Führungsrunden |
| ---- | ------------------ | ------------------------------------- | ----------------- | ------ | ------------ | ----- | -------------- |
| 01   | Carlos Huertas     | Dale Coyne Racing                     | Dallara-Honda     | 80     | 1:51:25,5649 | 19    | 07             |
| 02   | Juan Pablo Montoya | Penske Motorsports                    | Dallara-Chevrolet | 80     | + 0,0975     | 11    | 0              |
| 03   | Carlos Muñoz       | Andretti – HVM                        | Dallara-Honda     | 80     | + 2,3433     | 23    | 0              |
| 04   | Sébastien Bourdais | KVSH Racing                           | Dallara-Chevrolet | 80     | + 3,0878     | 09    | 0              |
| 05   | James Hinchcliffe  | Andretti Autosport                    | Dallara-Honda     | 80     | + 4,7101     | 05    | 32             |
| 06   | Jack Hawksworth    | BHA/BBM with Curb Agajanian           | Dallara-Honda     | 80     | + 5,5127     | 21    | 0              |
| 07   | Ryan Hunter-Reay   | Andretti Autosport                    | Dallara-Honda     | 80     | + 6,2853     | 08    | 0              |
| 08   | Marco Andretti     | Andretti Autosport                    | Dallara-Honda     | 80     | + 7,1638     | 16    | 0              |
| 09   | Hélio Castroneves  | Team Penske                           | Dallara-Chevrolet | 80     | + 8,2181     | 02    | 0              |
| 10   | Justin Wilson      | Dale Coyne Racing                     | Dallara-Honda     | 80     | + 9,4366     | 07    | 15             |
| 11   | Graham Rahal       | Rahal Letterman Lanigan Racing        | Dallara-Honda     | 80     | + 30,8792    | 14    | 0              |
| 12   | Ryan Briscoe       | NTT Data Chip Ganassi Racing          | Dallara-Chevrolet | 80     | + 33,2884    | 15    | 0              |
| 13   | Tony Kanaan        | Target Chip Ganassi Racing            | Dallara-Chevrolet | 80     | + 35,0789    | 22    | 0              |
| 14   | Will Power         | Team Penske                           | Dallara-Chevrolet | 79     | + 1 Runde    | 18    | 0              |
| 15   | Sebastian Saavedra | KV AFS Racing                         | Dallara-Chevrolet | 79     | + 1 Runde    | 20    | 0              |
| 16   | Simon Pagenaud     | Schmidt Peterson Hamilton Motorsports | Dallara-Honda     | 74     | + 6 Runden   | 01    | 04             |
| 17   | Mike Conway        | Ed Carpenter Racing                   | Dallara-Chevrolet | 55     | DNF          | 17    | 0              |
| 18   | Charlie Kimball    | Chip Ganassi Racing Teams             | Dallara-Honda     | 54     | DNF          | 13    | 0              |
| 19   | Scott Dixon        | Target Chip Ganassi Racing            | Dallara-Chevrolet | 46     | DNF          | 03    | 0              |
| 20   | Josef Newgarden    | Sarah Fisher Hartman Racing           | Dallara-Honda     | 41     | DNF          | 12    | 0              |
| 21   | Luca Filippi       | Rahal Letterman Lanigan Racing        | Dallara-Honda     | 36     | DNF          | 04    | 0              |
| 22   | Takuma Satō        | A. J. Foyt Enterprises                | Dallara-Honda     | 32     | DNF          | 06    | 22             |
| 23   | Mikhail Aleshin    | Schmidt Peterson Motorsports          | Dallara-Honda     | 31     | DNF          | 10    | 0              |

Quellen: 

#### Führungsabschnitte
| Abschnitt | Runden | Fahrer            |
| --------- | ------ | ----------------- |
| 1         | 1–4    | Simon Pagenaud    |
| 2         | 5–26   | Takuma Satō       |
| 3         | 27     | James Hinchcliffe |
| 4         | 28     | Justin Wilson     |
| 5         | 29–59  | James Hinchcliffe |
| 6         | 60–73  | Justin Wilson     |
| 7         | 74–80  | Carlos Huertas    |

Quellen: 

#### Gelbphasen
| Nr. | Dauer | Runden | Grund für Gelbphase                                                                  |
| --- | ----- | ------ | ------------------------------------------------------------------------------------ |
| 1   | 29–31 | 3      | Kontakt: Mike Conway (#20) in Kurve 3                                                |
| 2   | 33–36 | 4      | Kontakt: Mikhail Aleshin (#7) und Takuma Satō (#14) in Kurve 6                       |
| 3   | 37–41 | 5      | Kontakt: Luca Filippi (#16) auf der Start-Ziel-Geraden                               |
| 4   | 48–52 | 5      | Kontakt: Scott Dixon (#9), Charlie Kimball (#83) und Simon Pagenaud (#77) in Kurve 9 |
| 5   | 58–60 | 3      | Kontakt: Will Power (#12) in Kurve 9                                                 |
| 6   | 77–80 | 4      | Kontakt: Sebastian Saavedra (#17) in Kurve 5                                         |

Quellen: 

### 2. Qualifying
| Pos. | Fahrer             | Team                                  | Fahrzeug          | Gruppe 1  | Gruppe 2  | Start |
| ---- | ------------------ | ------------------------------------- | ----------------- | --------- | --------- | ----- |
| 01   | Hélio Castroneves  | Team Penske                           | Dallara-Chevrolet | —         | 0:59,1702 | 01    |
| 02   | Mikhail Aleshin    | Schmidt Peterson Motorsports          | Dallara-Honda     | 1:00,2493 | —         | 02    |
| 03   | Simon Pagenaud     | Schmidt Peterson Hamilton Motorsports | Dallara-Honda     | —         | 0:59,1962 | 03    |
| 04   | Graham Rahal       | Rahal Letterman Lanigan Racing        | Dallara-Honda     | 1:00,2993 | —         | 04    |
| 05   | Sébastien Bourdais | KVSH Racing                           | Dallara-Chevrolet | —         | 0:59,2863 | 05    |
| 06   | Justin Wilson      | Dale Coyne Racing                     | Dallara-Honda     | 1:00,3369 | —         | 06    |
| 07   | James Hinchcliffe  | Andretti Autosport                    | Dallara-Honda     | —         | 0:59,5133 | 07    |
| 08   | Tony Kanaan        | Target Chip Ganassi Racing            | Dallara-Chevrolet | 1:00,4841 | —         | 08    |
| 09   | Carlos Muñoz       | Andretti – HVM                        | Dallara-Honda     | —         | 0:59,6652 | 09    |
| 10   | Takuma Satō        | A. J. Foyt Enterprises                | Dallara-Honda     | 1:00,5288 | —         | 10    |
| 11   | Scott Dixon        | Target Chip Ganassi Racing            | Dallara-Chevrolet | —         | 0:59,7543 | 11    |
| 12   | Luca Filippi       | Rahal Letterman Lanigan Racing        | Dallara-Honda     | 1:00,7529 | —         | 12    |
| 13   | Carlos Huertas     | Dale Coyne Racing                     | Dallara-Honda     | —         | 0:59,8052 | 13    |
| 14   | Juan Pablo Montoya | Penske Motorsports                    | Dallara-Chevrolet | 1:00,8328 | —         | 14    |
| 15   | Ryan Briscoe       | NTT Data Chip Ganassi Racing          | Dallara-Chevrolet | —         | 1:00,1384 | 15    |
| 16   | Marco Andretti     | Andretti Autosport                    | Dallara-Honda     | 1:01,0311 | —         | 16    |
| 17   | Mike Conway        | Ed Carpenter Racing                   | Dallara-Chevrolet | —         | 1:00,1423 | 17    |
| 18   | Will Power         | Team Penske                           | Dallara-Chevrolet | 1:01,1423 | —         | 18    |
| 19   | Charlie Kimball    | Chip Ganassi Racing Teams             | Dallara-Honda     | —         | 1:00,1989 | 19    |
| 20   | Sebastian Saavedra | KV AFS Racing                         | Dallara-Chevrolet | 1:01,2876 | —         | 20    |
| 21   | Ryan Hunter-Reay   | Andretti Autosport                    | Dallara-Honda     | —         | 1:00,2244 | 21    |
| 22   | Josef Newgarden    | Sarah Fisher Hartman Racing           | Dallara-Honda     | 1:03,4769 | —         | 22    |
| 23   | Jack Hawksworth    | BHA/BBM with Curb Agajanian           | Dallara-Honda     | —         | 1:00,5822 | 23    |

Quellen: 

### 2. Rennen
| Pos. | Fahrer             | Team                                  | Fahrzeug          | Runden | Zeit         | Start | Führungsrunden |
| ---- | ------------------ | ------------------------------------- | ----------------- | ------ | ------------ | ----- | -------------- |
| 01   | Simon Pagenaud     | Schmidt Peterson Hamilton Motorsports | Dallara-Honda     | 90     | 1:51:43,0625 | 03    | 43             |
| 02   | Mikhail Aleshin    | Schmidt Peterson Motorsports          | Dallara-Honda     | 90     | + 7,2622     | 02    | 0              |
| 03   | Jack Hawksworth    | BHA/BBM with Curb Agajanian           | Dallara-Honda     | 90     | + 17,0208    | 23    | 0              |
| 04   | Charlie Kimball    | Chip Ganassi Racing Teams             | Dallara-Honda     | 90     | + 18,5927    | 19    | 0              |
| 05   | Sébastien Bourdais | KVSH Racing                           | Dallara-Chevrolet | 90     | + 20,2366    | 05    | 0              |
| 06   | Ryan Hunter-Reay   | Andretti Autosport                    | Dallara-Honda     | 90     | + 25,3920    | 21    | 0              |
| 07   | Juan Pablo Montoya | Penske Motorsports                    | Dallara-Chevrolet | 90     | + 30,2312    | 14    | 0              |
| 08   | Ryan Briscoe       | NTT Data Chip Ganassi Racing          | Dallara-Chevrolet | 90     | + 30,5917    | 15    | 0              |
| 09   | Marco Andretti     | Andretti Autosport                    | Dallara-Honda     | 90     | + 31,3259    | 16    | 0              |
| 10   | Tony Kanaan        | Target Chip Ganassi Racing            | Dallara-Chevrolet | 90     | + 50,3098    | 08    | 0              |
| 11   | Will Power         | Team Penske                           | Dallara-Chevrolet | 90     | + 1:12,7735  | 18    | 0              |
| 12   | Justin Wilson      | Dale Coyne Racing                     | Dallara-Honda     | 89     | + 1 Runde    | 06    | 0              |
| 13   | Mike Conway        | Ed Carpenter Racing                   | Dallara-Chevrolet | 89     | + 1 Runde    | 17    | 0              |
| 14   | James Hinchcliffe  | Andretti Autosport                    | Dallara-Honda     | 89     | + 1 Runde    | 07    | 0              |
| 15   | Luca Filippi       | Rahal Letterman Lanigan Racing        | Dallara-Honda     | 88     | DNF          | 12    | 0              |
| 16   | Graham Rahal       | Rahal Letterman Lanigan Racing        | Dallara-Honda     | 87     | + 3 Runden   | 04    | 0              |
| 17   | Sebastian Saavedra | KV AFS Racing                         | Dallara-Chevrolet | 84     | + 6 Runden   | 20    | 0              |
| 18   | Scott Dixon        | Target Chip Ganassi Racing            | Dallara-Chevrolet | 78     | + 12 Runden  | 11    | 0              |
| 19   | Takuma Satō        | A. J. Foyt Enterprises                | Dallara-Honda     | 74     | DNF          | 10    | 0              |
| 20   | Josef Newgarden    | Sarah Fisher Hartman Racing           | Dallara-Honda     | 61     | DNF          | 22    | 0              |
| 21   | Hélio Castroneves  | Team Penske                           | Dallara-Chevrolet | 48     | DNF          | 01    | 47             |
| 22   | Carlos Muñoz       | Andretti – HVM                        | Dallara-Honda     | 40     | DNF          | 09    | 0              |
| 23   | Carlos Huertas     | Dale Coyne Racing                     | Dallara-Honda     | 02     | DNF          | 13    | 0              |

Quellen: 

#### Führungsabschnitte
| Abschnitt | Runden | Fahrer            |
| --------- | ------ | ----------------- |
| 1         | 1–30   | Hélio Castroneves |
| 2         | 31     | Simon Pagenaud    |
| 3         | 32–48  | Hélio Castroneves |
| 4         | 49–90  | Simon Pagenaud    |

Quellen: 

#### Gelbphasen
| Nr. | Dauer | Runden | Grund für Gelbphase                                                     |
| --- | ----- | ------ | ----------------------------------------------------------------------- |
| 1   | 42–46 | 5      | Kontakt: Carlos Muñoz (#34) auf der Start-Ziel-Geraden                  |
| 2   | 49–53 | 5      | Kontakt: Hélio Castroneves (#3) und Sébastien Bourdais (#11) in Kurve 6 |
| 3   | 64–65 | 2      | Stillstand: Josef Newgarden (#67) in Kurve 6                            |
| 4   | 68–71 | 4      | Kontakt: Justin Wilson (#19) in Kurve 9                                 |
| 5   | 76–80 | 5      | Kontakt: Takuma Satō (#14) in Kurve 8                                   |

Quellen: 

## Punktestände nach dem Rennen

### Fahrerwertung
Die Punktevergabe wird hier erläutert.
| Pos. | Fahrer             | Punkte |
| ---- | ------------------ | ------ |
| 01.  | Will Power         | 405    |
| 02.  | Hélio Castroneves  | 366    |
| 03.  | Ryan Hunter-Reay   | 364    |
| 04.  | Simon Pagenaud     | 346    |
| 05.  | Juan Pablo Montoya | 289    |
| 06.  | Marco Andretti     | 281    |
| 07.  | Carlos Muñoz       | 270    |
| 08.  | Sébastien Bourdais | 242    |
| 09.  | Scott Dixon        | 237    |
| 10.  | James Hinchcliffe  | 230    |
| 11.  | Tony Kanaan        | 226    |
| 12.  | Justin Wilson      | 221    |

| Pos. | Fahrer             | Punkte |
| ---- | ------------------ | ------ |
| 13.  | Ryan Briscoe       | 221    |
| 14.  | Jack Hawksworth    | 219    |
| 15.  | Charlie Kimball    | 213    |
| 16.  | Mikhail Aleshin    | 211    |
| 17.  | Carlos Huertas     | 204    |
| 18.  | Graham Rahal       | 180    |
| 19.  | Takuma Satō        | 171    |
| 20.  | Josef Newgarden    | 171    |
| 21.  | Sebastian Saavedra | 166    |
| 22.  | Mike Conway        | 152    |
| 23.  | Ed Carpenter       | 104    |
| 24.  | Oriol Servià       | 88     |

| Pos. | Fahrer             | Punkte |
| ---- | ------------------ | ------ |
| 25.  | Kurt Busch         | 80     |
| 26.  | J. R. Hildebrand   | 66     |
| 27.  | Sage Karam         | 57     |
| 28.  | James Davison      | 34     |
| 29.  | Jacques Villeneuve | 29     |
| 30.  | Alex Tagliani      | 28     |
| 31.  | Luca Filippi       | 24     |
| 32.  | Townsend Bell      | 22     |
| 33.  | Pippa Mann         | 21     |
| 34.  | Martin Plowman     | 18     |
| 35.  | Buddy Lazier       | 11     |
| 36.  | Franck Montagny    | 8      |